# .mp
.mp és el domini de primer nivell territorial (ccTLD) de les Illes Mariannes Septentrionals. En aquest domini hi ha alguns webs relacionats amb aquestes illes (com els del govern, sota .gov.mp i alguns altres a .org.mp i .co.mp), que no segueixen la mateixa normativa que la resta de dominis, però no hi ha cap indicació de com se'n poden registrar de nous. El web get.mp permet als usuaris de registrar i gestionar dominis .mp.

## Web de registre oficial
El whois d'ICANN dona com a web oficial de registre get.mp. Anteriorment, n'havia donat dos alhora, a nic.mp i get.mp. Els dominis ".mp" costen actualment $20 per any.

## Chi.mp
L'empresa matriu de Chi.mp, Saipan DataCom, té un contracte de llarga durada amb les Illes Mariannes Septentrionals per gestionar el servei chi.mp, un portal de contingut i plataforma de gestió d'identitats que proporciona dominis i webs .mp. Els dominis es poden comprar per $20.
El novembre de 2013, el web chi.mp està caigut, i ho ha estat com a mínim des de maig de 2013, però el web get.mp encara el promociona.